# Tony the Tiger
Tony the Tiger (en español: el Tigre Tony, también conocido en México como el Tigre Toño) es la mascota de los cereales de desayuno Frosted Flakes de Kellogg's (Frosties en Europa y Zucaritas en Latinoamérica) que aparece en el embalaje y publicidad. Tony también se había convertido en la mascota de Tony's Cinnamon Krunchers y Tiger Power. Desde su debut en 1951, el personaje ha sufrido múltiples cambios en su apariencia y se convirtió en un icono de cereales para el desayuno.

## Historia
En 1951, Eugene Kolkey, un artista gráfico y director de arte en la agencia de publicidad Leo Burnett, dibujó un personaje para un concurso para convertirse en la mascota oficial del cereal para el desayuno. Kolkey diseñó un tigre llamado Tony (el nombre de un hombre anunciado por Leo Burnett - Raymond Anthony Wells) con la ayuda de Martin Provensen para terminar el arte. Tony compitió contra otras tres propuestas: Katy the Kangaroo (originada por Robert Dulaney en los años sesenta), Elmo the Elephant, y Newt the Gnu. Durante ese año las otras mascotas se dejaron de lado (Elmo y Newt no aparecieron ni una sola vez en el dibujo de la caja del cereal) y a Tony se le dio un hijo, Tony Jr. 
La voz en inglés de Tony fue Inicialmente realizada por Dallas McKennon, pero poco después de la emisión de los primeros anuncios de Sugar Frosted Flakes, McKennon fue reemplazado por Thurl Ravenscroft, quien pasó las siguientes cinco décadas proporcionando la voz característica de bajo profundo asociado con el personaje, sobre todo el conocido eslogan «They’re Grrrrreat!». A John E. Matthews se le ocurrió esta frase mientras trabajaba como redactor de Leo Burnett. Ravenscroft habló a un entrevistador de inyectar su personalidad en Tony:

«He hecho una persona de Tony para mí, Tony era real, que lo hice convertir en un ser humano y afectó a la animación y todo».

En algunos países donde entraron en vigencia leyes sobre etiquetado nutricional de alimentos, Tony y otros personajes asociados a cereales fueron retirados de los paquetes. En Chile se implementó la medida en 2016 con la ley sobre composición nutricional de los alimentos y su publicidad. En México la decisión fue adoptada en 2020, mientras que en Argentina ocurrió en 2021.

## Miembros de la familia
- Papá Tony (padre)
- Mamá Tony (madre)
- Señora Tony (esposa)
- Tony Jr. (hijo)
- Antoinette (hija)